# Yield (음반)
| 전문가 평가          | 전문가 평가 |
| 평가 점수            | 평가 점수   |
| 출처                 | 점수        |
| -------------------- | ----------- |
| AllMusic             | [ 1 ]       |
| Entertainment Weekly | B           |
| The Guardian         | [ 3 ]       |
| Los Angeles Times    | [ 4 ]       |
| NME                  | 7/10        |
| Pitchfork            | 8.5/10      |
| Rolling Stone        | [ 7 ]       |
| Spin                 | 8/10        |
| USA Today            | [ 9 ]       |
| The Village Voice    | A−          |

《Yield》는 1998년 2월 3일에 발매된 미국의 얼터너티브 록 밴드 펄 잼의 다섯 번째 스튜디오 음반이다. 이전 음반인 《No Code》 (1996년)의 짧은 홍보 투어 이후, 펄 잼은 1997년 내내 워싱턴주 시애틀의 스튜디오 리토와 스튜디오 X에서 《Yield》를 녹음했다. 이 음반은 밴드의 초기, 직설적인 록 사운드로의 복귀로 환영받았으며, 이 곡의 가사를 프론트맨 에디 베더에게 크게 의존하는 것과는 대조적으로 밴드의 보다 협력적인 노력을 보여주었다.
《Yield》는 긍정적인 평가를 받았고 빌보드 200에서 2위로 데뷔했다. 《No Code》와 마찬가지로, 이 음반은 곧 차트에 떨어지기 시작했지만, 《Yield》는 결국 이전 음반을 능가했다. 밴드는 《No Code》에 비해 더 많은 홍보 활동을 펼쳤는데, 여기에는 본격적인 투어 복귀와 〈Do the Evolution〉의 뮤직 비디오 발매가 포함된다. 이 음반은 미국 음반 산업 협회에 의해 플래티넘 인증을 받았다. 이 음반은 펄 잼의 프로모션 투어 동안 밴드를 떠난 드러머 잭 아이언스와 함께한 마지막 음반이다. 그는 사운드가든의 드러머 맷 캐머런으로 대체되었다.

## 커버 아트
이 음반의 커버 아트는 밝은 푸른 하늘 아래 텅 빈 길을 도로 오른쪽에 양보 표지판이 있는 것을 보여준다. 앞면 커버 아트 이미지는 몬태나주 링컨과 그레이트폴스 사이의 몬태나 고속도로 200번지 사진에서 촬영되었으며, 안쪽 커버는 바다 한가운데에 있는 항복 표시를 묘사하고 있다. 카세트 버전의 커버가 이미지를 미러링했다. 라이너 노트 소책자의 모든 그림에는 항복 표시가 숨겨져 있다. 1999년 그래미 어워드에서 그는 베스트 레코딩 패키지 후보에 올랐다. 제프 아멘트는 커버가 "아무것도 양보할 수 없는 곳에서 양보 표지판을 갖는 것이 얼마나 멋진가"에 대한 아이디어에서 나왔으며, 그 장소는 그가 사진에 완벽하다고 생각하는 몬태나 집으로 가는 길이었다고 말했다.

## 상업적 성과
《Yield》는 1998년 2월 3일에 CD, 바이닐, 카세트, 미니디스크로 발매되었다. 에픽은 이 음반을 《No Code》보다 더 많이 홍보했는데, 마케팅 부사장 스티브 바넷은 이 음반이 데뷔 음반 《Ten》 이후 처음으로 "올바른 작업을 할 수 있는 리드 타임"을 가졌다고 주장했다. 이 음반은 1997년 12월 뉴욕주 시러큐스 라디오 방송국 WKRL-FM이 음반의 사전 카피를 재생하면서 인터넷에 유출되었고, 이를 통해 팬들은 온라인으로 음반을 발매하기 위해 방송을 녹음했다. 두 장의 싱글이 〈Yield〉에서 발매되었다. 리드 싱글 〈Given to Fly〉는 빌보드 핫 100에 21위로 진입했고, 모던 록 차트에서 3위에 올랐으며, 메인스트림 록 차트에서 1위를 차지하며 총 6주를 보냈다. 이 음반의 또 다른 상업적으로 발매된 싱글 〈Wishlist〉는 47위로 핫 100에 올랐다. 음반 수록곡인 〈In Hidding〉과 〈Do the Evolution〉도 록 차트에 올랐다. 밴드는 〈Do the Evolution〉의 애니메이션 비디오를 제작하기 위해 만화가 토드 맥팔레인을 고용했다. 그것은 1992년 이후 밴드의 첫 번째 뮤직 비디오였다. 1999년 그래미 어워드에서 〈Do the Evolution〉은 최우수 하드 록 퍼포먼스 부문에 노미네이트되었고, 뮤직 비디오는 최우수 뮤직 비디오, 쇼트 폼 부문에 노미네이트되었다.
《Yield》는 발매 첫 주 동안 358,000장이 팔렸고, 빌보드 200 차트에서 2위로 데뷔했다. 그것은 《타이타닉》 사운드트랙에 의해 1위를 차지했다. 《Yield》는 1991년 《Ten》 이후 《빌보드》 차트에서 1위를 차지하지 않은 펄 잼의 첫 번째 음반이 되었다. 그러나, 닐슨 사운드스캔에 따르면, 《Yield》는 미국 음반 산업 협회로부터 플래티넘 인증을 받았으며, 결국 2008년 기준으로 미국에서 190만 장의 판매고를 올리며 전작 《No Code》를 능가했다.

## 곡 목록
모든 곡들은 특별한 언급이 없는 한 에디 베더에 의해 작사하였다.
| #   | 제목                     | 작사        | 작곡            | 재생 시간 |
| --- | ------------------------ | ----------- | --------------- | --------- |
| 1.  | 〈Brain of J.〉          |             | 마이크 매크리디 | 2:59      |
| 2.  | 〈Faithfull〉            |             | 매크리디        | 4:18      |
| 3.  | 〈No Way〉               | 스톤 고사드 | 고사드          | 4:19      |
| 4.  | 〈Given to Fly〉         |             | 매크리디        | 4:01      |
| 5.  | 〈Wishlist〉             |             | 베더            | 3:26      |
| 6.  | 〈Pilate〉               | 제프 아멘트 | 아멘트          | 3:00      |
| 7.  | 〈Do the Evolution〉     |             | 고사드          | 3:54      |
| 8.  | 〈🔴 (The Color Red)〉   | 잭 아이언스 | 아이언스        | 1:06      |
| 9.  | 〈MFC〉                  |             | 베더            | 2:27      |
| 10. | 〈Low Light〉            | 아멘트      | 아멘트          | 3:46      |
| 11. | 〈In Hiding〉            |             | 고사드          | 5:00      |
| 12. | 〈Push Me, Pull Me〉     |             | 아멘트          | 2:28      |
| 13. | 〈All Those Yesterdays〉 | 고사드      | 고사드          | 7:47      |

## 인증
| 국가                                                  | 인증        | 판매량/출하량 |
| ----------------------------------------------------- | ----------- | ------------- |
| 오스트레일리아 (ARIA)                                 | 플래티넘    | 70,000^       |
| 캐나다 (뮤직 캐나다)                                  | 2× 플래티넘 | 200,000^      |
| 뉴질랜드 (RMNZ)                                       | 플래티넘    | 15,000^       |
| 폴란드 (ZPAV)                                         | 골드        | 50,000*       |
| 스페인 (PROMUSICAE)                                   | 플래티넘    | 100,000^      |
| 영국 (BPI)                                            | 골드        | 100,000*      |
| 미국 (RIAA)                                           | 플래티넘    | 1,000,000^    |
| *판매량을 기반으로 한 인증 ^출하량을 기반으로 한 인증 |             |               |